# Cadena de suministro
Una cadena de suministro está formada por todos aquellos procesos involucrados de manera directa o indirecta en la acción de satisfacer las necesidades de suministro. Incluye a los proveedores (primer, segundo y tercer nivel), los almacenes de MP (materia prima - directa o indirecta), la línea de producción, almacenes de Productos Terminados, canales de distribución, mayoristas, minoristas y el cliente final. 
Dentro de cada organización existe una cadena de suministro diferente dependiendo del giro de la empresa. Existen tres tipos de empresas: industriales, comercializadoras y de servicios. Las empresas de servicios cuentan con cadenas de suministros muy cortas. Las empresas industriales tienen cadenas de suministro con mucha logística dependiendo de la MP que utilizan, las líneas de producción con las que cuentan y los segmentos de mercado a los que van dirigidos sus productos. Las empresas comercializadoras, por ejemplo, tienen muy poco uso de las existencias por lo que sus cadenas de suministros son menos elaboradas.
Todas las funciones que participan en la cadena de suministro están destinadas a la recepción y el cumplimiento de una petición del cliente. Estas funciones incluyen, pero no están limitadas al desarrollo de nuevos productos, la mercadotecnia, las operaciones, la distribución, las finanzas y el servicio al cliente.
Una correcta gestión de la Cadena de Suministros permite que los procesos clave de la empresa  relacionados con costos, disponibilidad y calidad para incrementar los márgenes y hacer de su estrategia de la cadena de suministro una realidad. De esta manera se creará una cadena de suministro impulsada por la demanda, que sitúa al cliente en el centro de la misma y le permite responder rápidamente a los cambios sin reducir su margen.

## Origen del término «cadena de suministro» y definiciones
El término «cadena de suministro», también conocido como «cadena de abasto» (del inglés: Supply Chain), entró al dominio público cuando Keith Oliver, un consultor en Booz Allen Hamilton, lo usó en una entrevista para el Financial Times en 1982. Tomó tiempo para afianzarse y quedarse en el léxico de negocios, pero a mediados de los 1990's empezaron a aparecer una gran cantidad de publicaciones sobre el tema y se convirtió en un término regular en los nombres de los puestos de algunos funcionarios.
David Blanchard define a la cadena de suministro como: La secuencia de eventos que cubren el ciclo de vida entero de un producto o servicio desde que es concebido hasta que es consumido.
La "Cadena de Suministro" no está limitada a empresas manufactureras, sino que se ha ampliado para incluir tanto "productos tangibles" como "servicios intangibles" que llegan al consumidor. que requieren a su vez insumos de productos y servicios
La Asociación Mexicana de Logística y Cadena de Suministro A.C. (AML) define "Cadena de Suministro" como:
Cadena de suministro es un sistema dinámico de organizaciones interconectadas por flujos de procesos que involucran recursos materiales, financieros, humanos y de información, que favorece la inteligencia colectiva de sus miembros a través del uso de la logística, para alcanzar
una fluida coordinación y colaboración en la sincronización de procesos que buscan satisfacer los requerimientos del consumidor final, maximizando el valor total creado para la organización de forma continua.
Internamente, en una empresa manufacturera, la Cadena de Abasto conecta a toda la Organización pero en especial las funciones comerciales (Mercadotecnia, Ventas, Servicio al Cliente) de abasto de insumos para la producción (Abastecimiento), productivas (Control de Producción, Manufactura) y de almacenaje y distribución de productos terminados (Distribución), con el objetivo de alinear las operaciones internas hacia el servicio al cliente, la reducción de tiempos de ciclo y la minimización del capital necesario para operar.
La Cadena de Suministro al igual que todas las actividades de la Organización acepta la existencia de Filosofías innovadoras y las incorpora a su quehacer, por lo que es fácil encontrar términos fortalecidos por las mismas como lo es "Lean Supply Chain Management" o "Lean six Sigma Logistics".

## Características de la Cadena de suministro
- Es dinámica e implica un flujo constante de información, productos y fondos entre las diferentes etapas.
- El cliente es parte primordial de las cadenas de suministro. El propósito fundamental de las cadenas de suministro es satisfacer las necesidades del cliente.
- Una cadena de suministro típica puede abarcar varias etapas que incluyen: clientes, detallistas, mayoristas/distribuidores, fabricantes, proveedores de componentes y materias primas.
- Cada etapa de la cadena de suministro se conecta a través del flujo de productos, información y fondos.
- No es necesario que cada una de las etapas esté presente en la cadena de suministro.
- El diseño apropiado de la cadena de suministro depende de las necesidades del cliente como de las funciones que desempeñan las etapas que abarca.

## Procesos macro y funciones de la Cadena de Suministro en el Interior de una Empresa
Según Sunil Chopra and Peter Meindl, los procesos macro en el interior de una empresa u organización manufacturera o de servicios y los sub-procesos que incluyen son:
- Administración de las Relaciones con Proveedores (En inglés: Supplier Relationship Management - SRM)

- Selección y evaluación de proveedores
- Negociación de contratos
- Desarrollo de proveedores
- Compras
- Colaboración en el diseño
- Colaboración en el suministro

- Administración de la Cadena de Suministro Interna (En inglés: Internal Supply Chain Management - ISCM)

- Planificación estratégica
- Planificación de la demanda
- Planificación del abasto
- Cumplimiento en el procesamiento de órdenes
- Cumplimiento en el servicio

- Administración de las Relaciones con Clientes (En inglés: Customer Relationship Management - CRM)

- Marketing
- Fijación de precios
- Ventas
- Atención al cliente
- Administración de órdenes

Las funciones que componen la Cadena de Suministro interna en una empresa de manufactura son:
- Administración del Portafolio de Productos y Servicios (PPS), que es la oferta que la compañía hace al mercado. Toda la Cadena de Suministro se diseña y ejecuta para soportar esta oferta.

- Servicio a Clientes (SAC), que es responsable de conectar la necesidad del cliente con la operación interna de la compañía. Los sistemas transaccionales permiten que la organización visualice los compromisos derivados de las órdenes procesadas, pero en términos simples, si existe inventario para satisfacer la demanda del cliente, SAC, pasa sus instrucciones directamente al área de Distribución; si hay que producir, pasa sus instrucciones a Control de Producción.

- Control de Producción (CP), que, derivado de las políticas particulares de servicio que tenga la compañía y de la Administración de la Demanda, se encarga de programar la producción interna y, como consecuencia, dispara la actividad de Abastecimiento de insumos.

- Abastecimiento (Aba), que se encarga de proveer los insumos necesarios para satisfacer las necesidades de Producción (Materia prima y Materiales) cuidando los tiempos de entrega de los proveedores y los niveles de inventario de insumos.

- Distribución (Dis), que se encarga de custodiar insumos y producto terminado (en algunas organizaciones solo producto terminado), hacerlo llegar a los Clientes y/o a su red de distribución, que puede incluir otros almacenes o Centros de Distribución (CD) o no.

No existe consenso acerca de si éstas 5 funciones deben o no reportar jerárquicamente a una misma Gerencia / Dirección, pero sí existe consenso en el sentido de que deben operar coordinadamente para que la Cadena de Suministro interna (o la Logística interna) sea eficiente y efectiva.
La sincronización es muy importante en estas cadenas para que no se produzca desperdicio, medido como inventario, tiempo o fallo de servicio al cliente. Ayuda contar con una buena predicción de la demanda para no provocar sobrantes ni faltantes de productos terminados. Un fallo en esta predicción provocará un denominado efecto látigo (también llamado efecto bullwhip, del inglés bullwhip effect). Por ello, se dice que el impacto de una acción en una cadena de suministro es directamente proporcional a su demora en la propagación de la comunicación.
El seguimiento en tiempo real en la logística de carga ofrece muchos beneficios para las empresas. Al optimizar las rutas, administrar eficazmente la flota, reducir costos, mejorar la visibilidad, optimizar la gestión del inventario, mejorar la satisfacción del cliente, optimizar los procesos, tomar decisiones basadas en datos, reducir el riesgo y mejorar la colaboración, esta tecnología puede transformar su cadena de suministro y brindarle una ventaja competitiva. Invertir en el seguimiento en tiempo real puede ayudarlo a mejorar la eficiencia operativa, reducir los costos y brindar un servicio superior a sus clientes.

## Niveles de decisión en una cadena de suministro
Las decisiones que se habrán de tomar en una cadena de suministro se dividen en tres categorías o niveles:

### Estrategia o diseño de la cadena de suministro
- La compañía decide cómo estructurar la cadena de suministro.
- Se toman decisiones acerca de cómo se distribuirán los recursos y los procesos.
- Se toman decisiones a largo plazo, pues modificarlas a corto plazo sale caro.
- Se debe tomar en cuenta la incertidumbre en las condiciones.

### Planificación de la cadena de suministro
- Se consideran decisiones de un trimestre.
- La configuración de la cadena de suministro es fija.
- Se configuran las restricciones dentro de las cuales debe hacerse la planificación.
- La meta es maximizar el superávit manteniendo las restricciones.
- Incluye tomar decisiones sobre cuáles mercados serán abastecidos y desde qué ubicaciones, la subcontratación de fabricación, las políticas de inventario que se seguirán y la oportunidad y magnitud de las promociones de marketing y precio.

### Operación de la cadena de suministro
- El horizonte de tiempo es semanal o diario.
- Las compañías toman decisiones acerca de los pedidos de cada cliente.
- La configuración de la cadena de suministro se considera fija y las políticas de planificación ya se han fijado.
- La meta de las operaciones de la cadena de suministro es manejar los pedidos entrantes de los clientes de la mejor manera posible.

## Visiones de una cadena de suministro.
Una cadena de suministro es una secuencia de procesos y flujos que tienen lugar dentro y entre diferentes etapas y se combinan para satisfacer la necesidad que tiene el cliente de un producto. 
Visión de empuje/tirón. Los procesos se dividen en dos categorías dependiendo de si son ejecutados en respuesta de un pedido del cliente o en anticipación a éste.
- Los procesos de empuje se llevan a cabo de manera anticipada a la demanda del cliente. En el momento de ejecución de un proceso de empuje la demanda no se conoce y se debe pronosticar. Los procesos de empuje se pueden llamar procesos especulativos pues responden a la demanda especulada o pronosticada en lugar de la demanda real.
- Los procesos de tirón se llevan a cabo cuando es visible la demanda real del cliente. Los procesos de tirón se pueden llamar procesos reactivos pues responden a la demanda real en lugar de la demanda especulada o pronosticada.[1]

Visión de ciclo. Los procesos se dividen en series de ciclos, cada uno realizado en la interfase de dos etapas sucesivas. Cada ciclo ocurre entre dos etapas sucesivas de una cadena de suministro. No todas las cadenas de suministro cuentan con los mismos ciclos (Por ejemplo, algunos fabricantes que venden mediante comercio electrónico, no tienen el ciclo de reabastecimiento de producto terminado en su cadena de suministro). 
Algunos ejemplos de estos ciclos son:
- Ciclo de pedido del cliente.
- Ciclo de re-abastecimiento.
- Ciclo de fabricación.
- Ciclo de abasto.
- Ciclo del punto de re-orden.
- Ciclo de costos de pedido.
- Ciclo de re-abastecimiento.

## Inteligencia artificial en la cadena de suministro
Las inversiones del sector logístico en inteligencia artificial empiezan a coger peso en la industria. Los beneficios de la aportación de la IA en el Supply Chain son patentes: optimización de costes, mitigación de riesgos, mayor eficacia en las operaciones, mejores previsiones, mayor rapidez en las entregas gracias a la optimización de rutas y una más óptima personalización para el cliente final.
La gestión de datos sobre las operaciones, junto con un sistema de inteligencia artificial que busque constantes optimizaciones de los procesos y operaciones suponen un gran beneficio. Sin embargo, las inversiones requeridas en este campo hacen que no sean accesibles para todas las compañías.